# Lonely and Blue
Lonely and Blue, första studioalbumet av Roy Orbison, utgivet i december 1960 på skivbolaget Monument Records. Albumet är producerat av Fred Foster.
På englandslistan nådde albumet 15:e plats. 

## Låtlista
Singelplacering i Billboard inom parentes. Placering i England=UK 
1. "Only The Lonely" (Roy Orbison/Joe Melson) (#2, UK #1)
2. "Bye Bye Love" (Felice Bryant/Boudleaux Bryant)
3. "Cry" (Churchill Kohlman)
4. "Blue Avenue" (Roy Orbison/Joe Melson)
5. "I Can't Stop Loving You" (Don Gibson)
6. "Come Back To Me (My Love)" (Roy Orbison/Joe Melson)
7. "Blue Angel" (Roy Orbison/Joe Melson) (#9, UK #11)
8. "Raindrops" (Joe Melson)
9. "(I'd Be) A Legend In My Time" (Don Gibson)
10. "I'm Hurtin'" (Roy Orbison/Joe Melson) (#27)
11. "Twenty Two Days" (Gene Pitney)
12. "I'll Say It's My Fault" (Roy Orbison/Fred Foster)